# FIFA World Player of the Year 2006
L’edizione 2006 del FIFA World Player, 16ª edizione del premio calcistico istituito dalla FIFA, fu vinta dall'italiano Fabio Cannavaro (Juventus / Real Madrid) e dalla brasiliana Marta (Umeå).
A votare per la graduatoria maschile furono 330 giurati, di cui 165 commissari tecnici e altrettanti capitani, mentre per quella femminile furono 296, di cui 147 commissari tecnici e 149 capitani.